# Antoine Blavier
Pour les articles homonymes, voir Blavier.
Antoine Blavier ou Arthur Blavier, né le 28 janvier 1914 et décédé le 15 septembre 1991, est un ancien arbitre belge de football.

## Carrière
Il a officié dans des compétitions majeures : 
- Coupe du monde de football de 1962 (1 match)
- Euro 1964 (1 match)